# ليلا لي (ممثلة)
ليلا لي (بالإنجليزية: Lela Lee)‏ هي ممثلة أمريكية، ولدت في القرن العشرين في لوس أنجلوس في الولايات المتحدة.

## وصلات خارجية
- ليلا لي (ممثلة) على موقع IMDb (الإنجليزية)
- ليلا لي (ممثلة) على موقع قاعدة بيانات الفيلم (الإنجليزية)